# Эммануиловка (Курская область)
Эммануи́ловка — деревня в Льговском районе Курской области России. Входит в состав Большеугонского сельсовета.

## География
Деревня находится а западе центральной части Курской области, в пределах южной части Среднерусской возвышенности, в лесостепной зоне, на берегах реки Пенка (левый приток Сейма), на расстоянии примерно 13 км (по прямой) к юго-востоку от города Льгов, административного центра района. Абсолютная высота — 191 м над уровнем моря.

### Климат
Климат характеризуется как умеренно континентальный, с тёплым летом и умеренно холодной зимой. Среднегодовая температура воздуха — 5,7 °С. Средняя температура воздуха самого тёплого месяца (июля) — 19,4 °C (абсолютный максимум — 32 °С); самого холодного (января) — −8,1 °C (абсолютный минимум — −26 °С). Безморозный период длится около 150 дней в году. Среднегодовое количество атмосферных осадков составляет 563 мм, из которых 391 мм выпадает в период с апреля по октябрь.
| Показатель                                                                      | Янв. | Фев. | Март | Апр. | Май  | Июнь | Июль | Авг. | Сен. | Окт. | Нояб. | Дек. | Год  |
| ------------------------------------------------------------------------------- | ---- | ---- | ---- | ---- | ---- | ---- | ---- | ---- | ---- | ---- | ----- | ---- | ---- |
| Средний суточный максимум, °C                                                   | −3,9 | −2,8 | 3,1  | 13,2 | 19,5 | 22,8 | 25,3 | 24,6 | 18,3 | 10,7 | 3,6   | −1   | 11,1 |
| Средняя температура, °C                                                         | −5,9 | −5,4 | −0,5 | 8,4  | 14,8 | 18,4 | 21   | 20   | 14,1 | 7,4  | 1,3   | −2,9 | 7,6  |
| Средний суточный минимум, °C                                                    | −8,4 | −8,5 | −4,7 | 2,9  | 9,2  | 13,1 | 15,9 | 14,9 | 9,8  | 4    | −1    | −5,1 | 3,5  |
| Норма осадков, мм                                                               | 51   | 44   | 48   | 50   | 63   | 70   | 74   | 54   | 57   | 57   | 47    | 49   | 664  |
| Источник: Погода по месяцам c ru.climate-data.org(дата обращения: Октябрь 2021) |      |      |      |      |      |      |      |      |      |      |       |      |      |

### Часовой пояс
Деревня Эммануиловка, как и вся Курская область, находится в часовой зоне МСК (московское время). Смещение применяемого времени относительно UTC составляет +3:00.

## Население
| 2002 | 2010 |
| ---- | ---- |
| 173  | ↘113 |

### Половой состав
По данным Всероссийской переписи населения 2010 года, в половой структуре населения мужчины составляли 42,5 %, женщины — соответственно 57,5 %.

### Национальный состав
Согласно результатам переписи 2002 года, в национальной структуре населения русские составляли 100 %.

## Инфраструктура
Личное подсобное хозяйство. В деревне 93 дома.

## Транспорт
Эммануиловка находится в 4 км от автодороги регионального значения 38К-017 (Курск — Льгов — Рыльск — граница с Украиной) как часть европейского маршрута E38, в 6 км от автодороги 38К-024 (Льгов — Суджа), в 2,5 км от автодороги межмуниципального значения 38Н-086 (38К-004 — Любимовка — Имени Карла Либкнехта), на автодороге 38Н-378 (38К-017 — Эммануиловка — Стремоухово-Бобрик), в 5 км от ближайшего ж/д остановочного пункта 408 км (линия Льгов I — Курск).
В 128 км от аэропорта имени В. Г. Шухова (недалеко от Белгорода).